# Colégio invisível
A expressão Colégio Invisível, ou muitas vezes encontrada no plural como "colégios invisíveis", foi criada pelo físico-químico irlandês Robert Boyle (1627-1691), e define um grupo de pesquisadores que trabalham juntos, mas não estão fisicamente próximos, não trabalham na mesma instituição, podendo ter nacionalidades diferentes e falar línguas diversas. O que os une é o objeto da pesquisa. Hoje pode-se também usar a expressão "colégios virtuais".
Esotericamente, pode significar um grupo de adeptos ou homens evoluídos em ciências ocultas, como os rosacruzes do século XVII.